# Dragamine
Il dragamine è una nave militare appositamente progettata per la bonifica dei tratti di mare minati. Sebbene sia spesso usata come sinonimo, in quanto i compiti sono analoghi, si distingue dal cacciamine, in quanto il compito di queste unità è la localizzazione e la distruzione di mine navali, con la priorità dell'individuazione. 

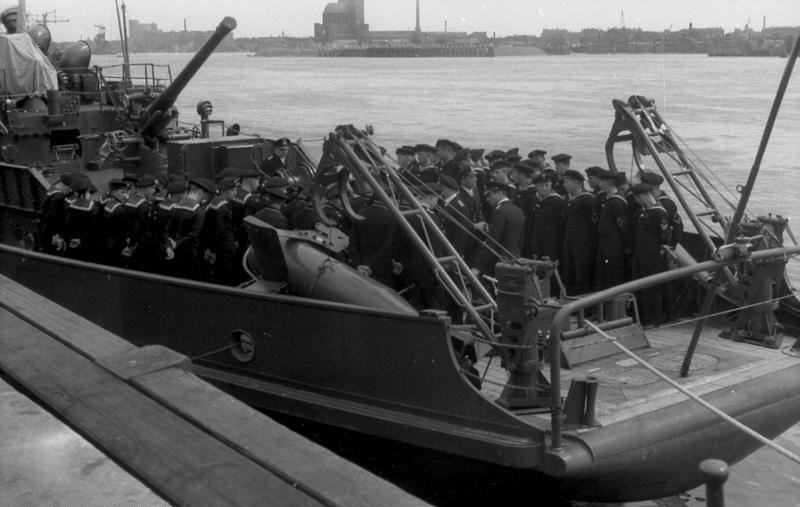
Dragamine tedesco in porto, 1941. Si notino le due gru per la messa in acqua dei galleggianti (detti divergenti) e il verricello per le funi di dragaggio

 Sia cacciamine sia dragamine possono, in linea generale, operare per il posizionamento delle mine in acqua. Il tipo di unità con questo specifico compito è però detta posamine.
Il dragamine viene di solito utilizzato per ripulire ampie superfici da mine a bassa tecnologia, quali quelle ancorate sul fondo per mezzo di cavi o quelle galleggianti. Questi ordigni vengono fatti esplodere producendo potenti impulsi elettromagnetici o acustici da apparecchiature rimorchiate. Questi sistemi rimorchiati (detti linee di dragaggio) creano dei corridoi liberi da mine per la navigazione.
Il cacciamine invece è dotato di sistemi più sofisticati per contrastare le mine da fondo moderne.
In alcuni casi anche taluni elicotteri pesanti possono svolgere la funzione di dragamine. In questo caso vengono dotati di equipaggiamenti, trainati dallo stesso elicottero, che permettono di tranciare i cavi sommersi.
Il dragamine traina uno o più cavi di dragaggio a cui sono agganciati vari dispositivi aventi la funzione di mantenere i cavi alla profondità richiesta e alla distanza voluta dalla scia del dragamine per mantenere la distanza di sicurezza tra la nave e l'apparecchiatura in grado di attivare le mine.
Lungo i cavi sono fissate, ad intervalli regolari, delle cesoie automatiche, meccaniche o esplosive, in grado di tagliare i cavi di ormeggio delle mine.
Possono essere trainate, a varie quote, anche delle reti per il dragaggio delle mine mobili.
Per le mine aventi inneschi magnetici vengono trainati dei cavi conduttori in cui viene fatta passare una forte corrente elettrica in modo da formare un campo magnetico in grado di attivare la mina.
Per le mine a innesco acustico si ricorre a campane a membrana installate sullo scafo del dragamine, ad apparecchi trainati o sistemi che distribuiscono micro-cariche esplosive. Per le mine che si attivano per la variazione di pressione idrostatica dovuta al passaggio di uno scafo, vengono trainati delle zattere galleggianti compartimentate o dei grandi involucri pieni d'acqua.
Per la presenza nelle mine di un contatore di attivazione in grado di attivare la mina solo dopo un numero prefissato di passaggi, l'attività di dragaggio comporta numerosi passaggi dei dragamine.

## Hull Classification Symbol
Classificazione delle unità navali: 
- MCM: Mine Countermeasures Ship (cacciamine)
- MCS: Mine Countermeasures Support Ship (cacciamine)
- MHC: Minehunter, Coastal (cacciamine)
- MMD: Minelayer, Fast  (posamine)
- MSC: Minesweeper Coastal, Nonmagnetic (dragamine)
- MSCO: Minesweeper Coastal, Old (dragamine)
- MSF: Minesweeper, Fleet Steel Hulled (dragamine)
- MSO: Minesweeper, Ocean (dragamine)
- MSS: Minesweeper, Special (Device) (dragamine)